# Тернопольский национальный технический университет имени Ивана Пулюя
Тернопольский национальный технический университет имени Ивана Пулюя (укр. Тернопільський національний технічний університет імені Івана Пулюя) — государственное техническое учебное заведение высшего образования Украины, расположенное в городе Тернополь.

## История
История Тернопольского национального технического университета отсчитываться с 1960 года, когда 11 ноября был организован Тернопольский общетехнический факультет Львовского политехнического института (ныне Национальный университет «Львовская политехника») с вечерней и заочной формам обучения. Деканом был назначен кандидат технических наук доцент Столярчук В. П., учебный процесс осуществляли первые двенадцать преподавателей. В феврале 1962 года деканом ОТФ стал кандидат химических наук доцент Щербаков А. А., и в этом же году началась подготовка специалистов по дневной форме обучения.
15 мая 1964 года Общетехнический факультет был реорганизован в Тернопольский филиал Львовского политехнического института со следующими кафедрами: высшей математики, начертательной геометрии и графики, технической механики, физики и энергетики. Филиал возглавил действующий декан — доцент Щербаков А. А. В течение следующих 1964—1968 годов были сформированы новые кафедры: общественно-политических наук, теоретической механики, иностранных языков, технологии металлов, станков и инструментов, физики, общей и теоретической электротехники, физвоспитания. Филиал готовил специалистов по специальностям: технология машиностроения, металлорежущие станки и инструменты, электроизмерительная техника, радиотехника.
В марте 1968 года директором филиала был назначен кандидат химических наук доцент Полищук А. Г. В октябре 1985 года директором назначен доктор физико-математических наук профессор Шаблий О. Н.. По его инициативе в филиале были открыты новые специальности: технология и оборудование сварочного производства, автоматизация технологических процессов и производств, приборостроение, биотехнические и медицинские аппараты и системы, а также осуществлено строительство нового учебно-лабораторного корпуса.
27 февраля 1991 года на базе Тернопольского филиала Львовского политехнического института был создан Тернопольский приборостроительный институт — второй вуз такого профиля в Украине. Первым его ректором был избран профессор Олег Николаевич Шаблий. На тот момент институт состоял из трёх факультетов, объединявших тринадцать кафедр. Общий контингент студентов составлял 2420 человек. В институте работало 150 преподавателей, из них — 76 докторов и кандидатов наук.
С апреля 1995 года учебное заведение носит имя украинского ученого и общественного деятеля Ивана Пулюя. Постановлением Кабинета Министров Украины № 1563 от 30 декабря 1996 года на базе Тернопольского приборостроительного института имени Ивана Пулюя был создан Тернопольский государственный технический университет имени Ивана Пулюя. Указом Президента Украины № 1024/2009 от 11 декабря 2009 года университету присвоен статус национального.
В 2007—2021 университет возглавлял ректор — доктор технических наук, заслуженный деятель науки и техники Украины — Ясний, Пётр Владимирович.
В настоящее время в составе университета работают четыре факультета: прикладных информационных технологий и электроинженерии; инженерии машин, сооружений и технологий; компьютерно-информационных систем и программной инженерии; экономики и менеджмента. На 36 кафедрах университета осуществляется подготовка бакалавров и магистров по 26 направлениям базового и 28 специальностям полного высшего образования.
В состав Тернопольского национального технического университета имени Ивана Пулюя также входят: Тернопольские технический лицей и технический колледж, Гусятинский колледж, а также Зборовский колледж. Общий контингент студентов, учеников, слушателей, магистров и аспирантов составляет более 6000 человек.
В числе выпускников вуза:
- Александр Волынец — советский и украинский пловец и тренер, призёр чемпионатов мира и Европы.
- Сергей Лупенко — советский и украинский учёный.